# 刺毛对囊蕨
刺毛对囊蕨（学名：Deparia setigera）也称刺毛介蕨，为蹄盖蕨科对囊蕨属下的一个种。